# 西寒川站

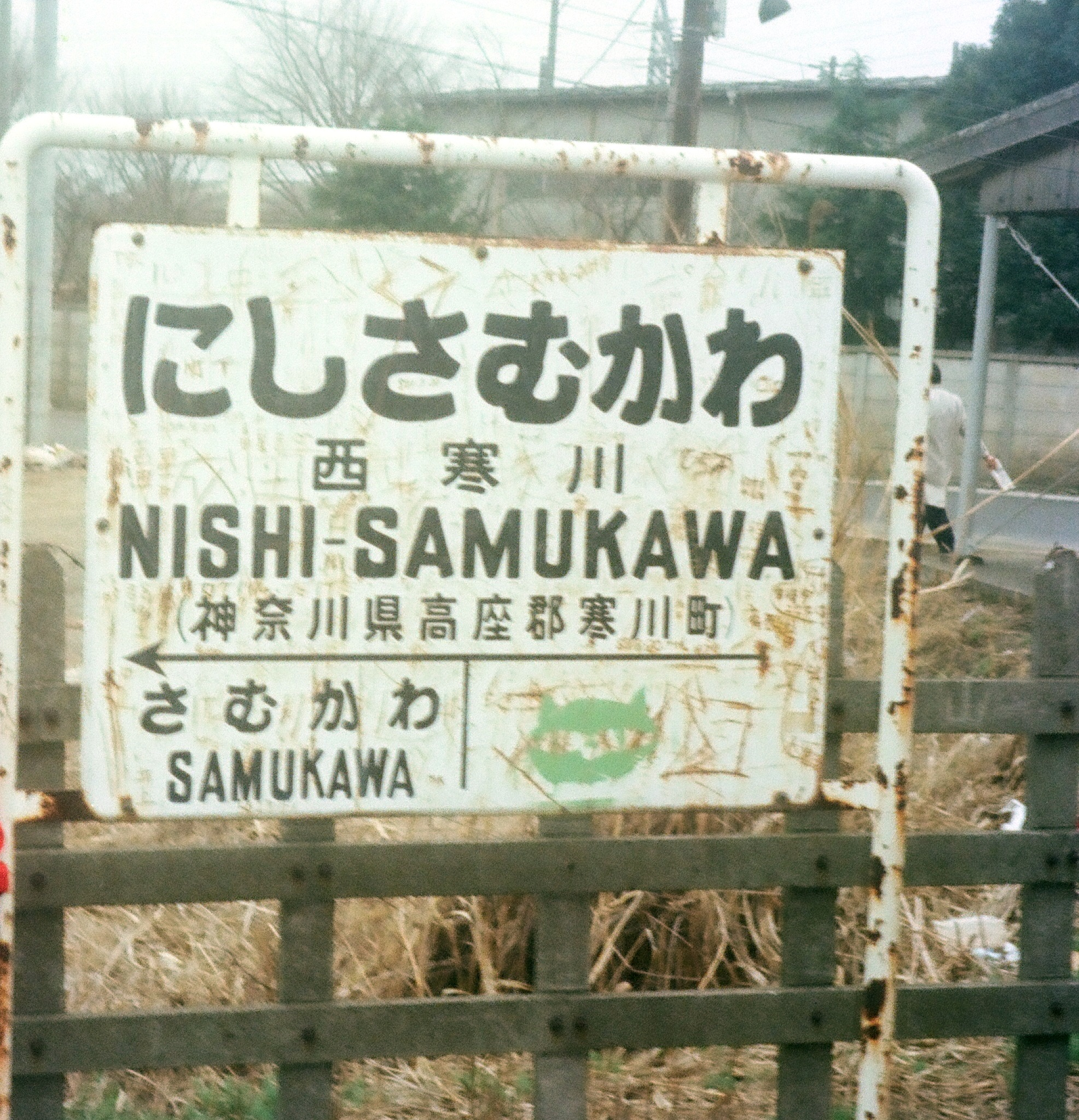
現役時代的站名牌

西寒川站（日语：／ Nishi-Samukawa eki */?）是位於神奈川縣高座郡寒川町一之宮，日本國有鐵道的相模線寒川支線車站（廢站）。在1984年，寒川支線被廢除，使此站也被廢除。寒川支線是國鐵分割民營化前，唯一於首都圈內被廢除的客運路線。
車站啟用以來，曾經三次改名。

## 歷史
- 1923年（大正12年）2月5日 - 相模鐵道 東河原駅啟用。當初為一座貨運車站，主要貨物來自於相模川採集的礫石[1]。
- 1939年（昭和14年）10月1日 - 車站改名為昭和產業站。
- 1940年（昭和15年）4月20日 - 開設客運業務。
- 1942年（昭和17年）10月30日 - 車站改名為四之宮口站。
- 1944年（昭和19年）6月1日 - 運輸通信省把該支線國有化，成為相模線的車站。同時改名為西寒川站。此站至四之宮站之間廢除，使此站成為終點站。
- 1946年（昭和21年）頃 - 開設客運業務。
- 1954年（昭和29年）10月1日 - 客運業務正式終止[4]。
- 1960年（昭和35年）11月15日 - 客運業務重開[5]。
- 1965年（昭和40年）10月1日 - 車站營業範團從「旅客與該停車場連接專用線之到發貨物」變更為「旅客與該停車場連接專用線之到發車載貨物」[6]。
- 1970年（昭和45年）7月10日 - 結束貨運業務，營業範團變更為「旅客」[7]。
- 1984年（昭和59年）3月31日 - 車站廢除[3]。

## 車站構造
截至車站廢除前，此站是地面車站，設有1面1線的單式月台。當時為無人車站，站內設有車站大樓，內部的檢票口處設有小型屋頂。

## 班次
每日設有4個往返班次於茅崎站到發（早上8時時段1個往返班次，下午4至7時時段3個往返班次）。前往此站的列車會在寒川站進行廣播，提醒乘客列車目的地是此站，不會前往橋本方向，使一些乘客會匆忙地下車。
在此路線廢除消息公布後，車站突然間十分知名。在廢除前數日至當日之間，附近縣市許多鐵路迷都到訪此站與周邊參觀。

## 車站周邊與遺蹟
在寒川站分支的支線中，實際分支點是在寒川神社（相模國一宮）參道附近。寒川支線遺址方面，從本線分支點起，整條均建設了「一之宮綠道」。部分區間還有遺留路軌，也展出了列車車輪。此外，部分路軌上刻上了不是西曆的年份，而是皇紀的年份。
西寒川站遺址建設了名為「八角廣場」之小型公園。公園內還有一些路軌。該處設有此站與相模海軍工廠遺址的紀念碑。
在2002年，於舊相模海軍工廠處被挖掘了一些化學武器，一度引起了話題。

## 連接交通
- 於寒川站南出口處可乘坐神奈川中央交通（日语：神奈川中央交通）「茅53」巴士路線前往茅崎站，於「八角廣場前」下車。
- 於茅崎站（北出口）處可乘坐神奈川中央交通「茅53」巴士路線前往寒川站南出口，於「八角廣場前」下車。

## 相鄰車站
日本國有鐵道
相模線（寒川支線）
寒川－西寒川

## 注腳
1. 1 2 3 4 5 6 7  原武史：【歴史のダイヤグラム】廃止前の西寒川駅を思う（日語）《朝日新聞》星期六朝刊另外印刷的「be」2020年10月17日（4面）2020年10月28日參閲
2. ↑  1984年（昭和59年）3月22日日本國有鐵道公示第215號「運輸営業の廃止」
3. 1 2  1984年（昭和59年）3月22日日本國有鐵道公示第216號「駅の廃止」
4. ↑  1954年（昭和29年）9月29日日本國有鐵道公示第285號「相模線寒川・西寒川の旅客運輸営業廃止」
5. ↑  1960年（昭和35年）11月12日日本國有鐵道公示第572號「相模線西寒川停車場において旅客の取扱を開始する件」
6. ↑  1965年（昭和40年）9月29日日本國有鐵道公示第571號「停車場の営業範囲を改正」
7. ↑  1970年（昭和45年）7月9日日本國有鐵道公示第276號「停車場の営業範囲の改正」
8. ↑  《広報さむかわ》第293號（昭和59年6月）
9. ↑  .   [2018-08-04]. （原始内容存档于2018-08-24） （日语）.

## 外部連結
回憶之西寒川支線、西寒川站蹟 （页面存档备份，存于）（日語）（觀川町觀光協會官方網站）